# Diocesi di Viana (Angola)
La diocesi di Viana (in latino Dioecesis Viananensis) è una sede della Chiesa cattolica in Angola suffraganea dell'arcidiocesi di Luanda. Nel 2022 contava 122.530 battezzati su 3.009.771 abitanti. È retta dal vescovo Emílio Sumbelelo.

## Territorio
La diocesi è situata nella parte nord-occidentale dell'Angola e occupa una zona a sud della capitale del paese, Luanda. La diocesi comprende i seguenti comuni: Palanca, Buon Gesù, Calumbo, Catete, Barra di Kuanza, Cabo Ledo, Mumbondo, Kilamba Kiaxi, Demba Chio, Muxima e Massangano. Confina a nord con l'arcidiocesi di Luanda e ad est e a sud con la diocesi di Sumbe.
Sede vescovile è Viana, un quartiere in periferia di Luanda, dove si trova la cattedrale di San Francesco.
Il territorio si estende su 18.462 km² ed è suddiviso in 24 parrocchie.

## Storia
La diocesi è stata eretta il 6 giugno 2007 con la bolla Cunctae catholicae di papa Benedetto XVI, ricavandone il territorio dall'arcidiocesi di Luanda.

## Cronotassi dei vescovi
Si omettono i periodi di sede vacante non superiori ai 2 anni o non storicamente accertati.
- Joaquim Ferreira Lopes, O.F.M. (6 giugno 2007 - 31 gennaio 2019 dimesso)
- Emílio Sumbelelo, dal 31 gennaio[2] 2019

## Statistiche
La diocesi nel 2022 su una popolazione di 3.009.771 persone contava 122.530 battezzati, corrispondenti al 4,1% del totale.
| anno | popolazione | popolazione | popolazione | presbiteri | presbiteri | presbiteri | presbiteri                | diaconi | religiosi | religiosi | parrocchie |
| anno | battezzati  | totale      | %           | numero     | secolari   | regolari   | battezzati per presbitero | diaconi | uomini    | donne     | parrocchie |
| ---- | ----------- | ----------- | ----------- | ---------- | ---------- | ---------- | ------------------------- | ------- | --------- | --------- | ---------- |
| 2007 | 500.000     | 1.659.000   | 30,1        | 37         | 5          | 32         | 13.514                    |         | ?         | ?         | 9          |
| 2010 | 836.916     | 1.674.856   | 50,0        | 32         | 2          | 30         | 26.153                    |         | 52        | 75        | 10         |
| 2014 | 931.000     | 1.863.000   | 50,0        | 41         | 11         | 30         | 22.707                    |         | 51        | 90        | 16         |
| 2017 | 100.800     | 2.019.000   | 5,0         | 45         | 13         | 32         | 2.240                     |         | 56        | 135       | 19         |
| 2020 | 110.600     | 2.215.700   | 5,0         | 55         | 17         | 38         | 2.010                     |         | 99        | 142       | 25         |
| 2022 | 122.530     | 3.009.771   | 4,1         | 44         | 26         | 18         | 2.784                     |         | 125       | 102       | 24         |